# Sven Bergman (journalist)
För andra betydelser, se Sven Bergman.
Sven Olof Wilhelm Bergman, född 12 november 1967 i Farsta församling i Stockholm, är en svensk frilansjournalist som har arbetat som undersökande reporter på Uppdrag granskning, Sveriges Television, sedan 2006. Innan dess arbetade han på Kalla fakta, TV4.
Bergman har även producerat TV-dokumentärer, varit programledare och arbetat som nyhetsreporter på radio, tidningar och TV. Han har rapporterat för internationell press från konflikter i Asien, som de i Myanmar och Östtimor där han rapporterade för The Washington Post och Sveriges Radio från 1991. Bergman har undervisat studenter och andra journalister i TV-produktion och undersökande journalistik.
Han samarbetar ofta med två andra reportrar, Joachim Dyfvermark och Fredrik Laurin. Alla tre inkluderades på en lista över Sveriges 25 främsta grävande journalister som tidningen Scoop tog fram 2013.
Bergman fick Stora journalistpriset för Årets avslöjande åren 2007 (tillsammans med Joachim Dyfvermark och Fredrik Laurin), Uppdrag granskning, SVT för "Gripen - de hemliga avtalen" och 2005 (tillsammans med Joachim Dyfvermark och Fredrik Laurin), Kalla fakta, TV4 för "Det brutna löftet". Det senare renderade även Publicistklubbens stora pris samma år.
Bergman tilldelades Guldspaden åren 2013 (tillsammans med Joachim Dyfvermark och Fredrik Laurin) för en serie granskningar av Telia Soneras nära samarbete med säkerhetstjänster i en rad diktaturer, och företagets misstänkta mutaffär med Uzbekistan, samt 2004 för "Det brutna löftet" i Kalla fakta, TV4; en serie program som avslöjade hur den svenska regeringen låtit Central Intelligence Agency i hemlighet hämta två asylsökande egyptier i Sverige och flyga dem till tortyr i Egypten.
Trion har även tilldelats en rad prestigefyllda internationella utmärkelser för sina granskningar, som ICIJ Daniel Pearl Award, Prix Circom, Overseas Press Clubs Eric and Amy Burger Award och Edward R Murrow Award.
Bergman var också inblandad i avslöjandet om Panamadokumenten 2016.
Bergman har bland annat studerat vid journalistlinjen på Ljungskile folkhögskola.[källa behövs]

## Utmärkelser

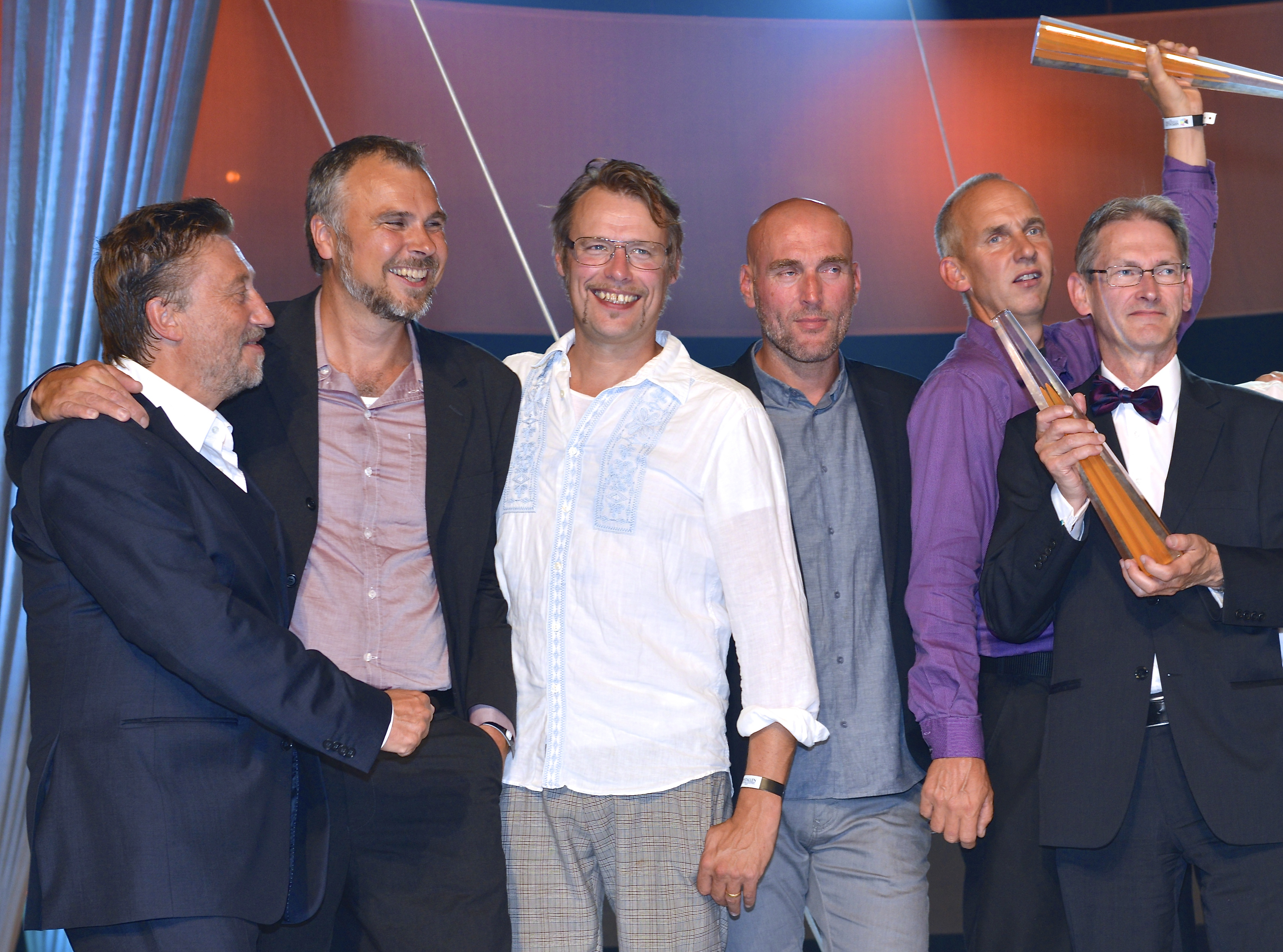
Uppdrag gransknings reportage TeliaSonera – Uzbekistanaffären, blev vinnare av Kristallen 2013 i kategorin Årets granskning. På bilden programledaren Janne Josefsson, fotoredigerare Ola Christoffersson, reportrarna Sven Bergman, Joachim Dyfvermark och Fredrik Laurin. Längst till höger står Per Fjellström, producent för Årets dokumentärprogram "Stenbeck – den motsägelsefulle kapitalisten".

- 2003 Hedersomnämnande Guldspaden "Mutorna i Systembolaget".
- 2004 Overseas Press Clubs Eric and Amy Burger Award (med Joachim Dyfvermark och Fredrik Laurin), Kalla fakta, TV4 för "The broken promise".
- 2004 Guldspaden (med Joachim Dyfvermark och Fredrik Laurin) för "The broken promise" i Kalla fakta, TV4.
- 2004 Edward R Murrow Award (med Joachim Dyfvermark och Fredrik Laurin) för "The broken promise"
- 2004 Vilhelm Moberg-stipendiet av Arbetaren (Bergman, Dyfvermark & Laurin) för "The Broken Promise” i Kalla fakta, TV4.
- 2005 Special citation award av ICIJ, The Center for Public Integrity (Bergman, Dyfvermark & Laurin) för "The Broken Promise”.
- 2005 Stora journalistpriset för "Årets avslöjande" (med Joachim Dyfvermark och Fredrik Laurin), Kalla fakta, TV4 för "The broken promise" [4]
- 2005 Publicistklubbens stora pris (med Joachim Dyfvermark och Fredrik Laurin), Kalla fakta, TV4 för "The broken promise".
- 2007 Stora journalistpriset för "Årets avslöjande" (med Joachim Dyfvermark och Fredrik Laurin), Uppdrag granskning, SVT för "Gripen - the secret deals".[5]
- 2008 Daniel Pearl Award (med Joachim Dyfvermark och Fredrik Laurin) för "Den svarta torsken", om ryskt överfiske i Barents hav.[7]
- 2008 Edward R Murrow Award (med Joachim Dyfvermark och Fredrik Laurin) för "Gripen - the secret deals"
- 2009 Årets miljöjournalist (med Joachim Dyfvermark och Fredrik Laurin) för "Det rosa guldet".[8]
- 2013 Daniel Pearl Award (med Joachim Dyfvermark och Fredrik Laurin) för "Telia Sonera: The Black Boxes and The Uzbek affair".[9]
- 2013 Prix Circom (med Joachim Dyfvermark och Fredrik Laurin) för "Telia Sonera: The Black Boxes and The Uzbek affair".[10]
- 2013 Kristallen bästa undersökande reportage, för avslöjandena av Telia Soneras hemliga samarbete med säkerhetstjänster i diktaturer i Eurasien.
- 2013 Guldspaden (med Joachim Dyfvermark och Fredrik Laurin) för "Telia Sonera: The Black Boxes and The Uzbek affair".[6]